# Septoria eupatorii
Septoria eupatorii är en svampart som beskrevs av Roberge ex Desm. 1853. Septoria eupatorii ingår i släktet Septoria och familjen Mycosphaerellaceae.   Inga underarter finns listade i Catalogue of Life.